# Nogometni klub Troglav 1918
Il Nogometni klub Troglav 1918, conosciuto semplicemente come Troglav, è una squadra di calcio di Livno, una città nella Federacija (Bosnia ed Erzegovina).
È nato nel 1921 come parte della polisportiva Športski Klub Troglav (fondata nel 1918). Nel 2014, dopo la bancarotta, è rinato come NK Troglav 1918.

## Storia
Nel 1918 viene fondata la polisportiva Športski Klub Troglav e nel 1921 nasce la sezione calcio. Nel periodo fra le due guerre mondiali milita nei campionati della Splitski nogometni podsavez (=Sottofederazione calcistica di Spalato). La società prende il nome dal Troglav, un monte di 1913 metri s.l.m. situato nei pressi di Livno, nella catena delle Alpi Dinariche.
Dopo la seconda guerra mondiale, con la costituzione della Jugoslavia socialista, entra nel sistema calcistico jugoslavo, e, sebbene sia situato in Bosnia, viene spesso aggregato ai gironi delle squadre croate. Nel 1947 diviene SD Vojin Zirojević (un eroe di guerra nato a Livno), nel 1948 FD Cincar (una montagna a nord-est di Livno) e finalmente nel 1949 ritorna al vecchio nome. Il punto più alto viene raggiunto nel 1972 quando, grazie alla vittoria della Hercegovačka zona viene promosso in seconda divisione. La permanenza in Druga liga dura solo una stagione: due retrocessioni consecutive riportano il Troglav nei campionati minori.
Dopo la dissoluzione della Jugoslavia milita nel campionato della Repubblica Croata dell'Erzeg-Bosnia: la Prva liga Herceg-Bosne. Per due anni, 1994 e 1995, si chiama HNK Livno. Il 1997 è l'anno migliore: secondo posto in campionato e la vittoria in coppa (1-0 a Mostar sull'Orašje). Nel 2000 riesce a qualificarsi alla Premijer liga BiH unificata grazie al nono posto in campionato (ultimo posto utile).
Nella massima serie bosniaca rimane due stagioni: nella prima ottiene un decimo posto che garantisce la salvezza, il tutto condito da una prestigiosa vittoria esterna per 3-1 sul Sarajevo con tripletta di Robert Regvar. Nella seconda il 13º posto condanna il Troglav alla retrocessione ed a fare poi la spola fra seconda (Prva liga FBiH) e terza divisione (Druga liga FBiH).
Nel 2014 il club va in bancarotta, abbandona il campionato alla 18ª giornata e poco dopo cessa l'attività. In estate nasce il NK Troglav 1918 che raccoglie l'eredità del vecchio Troglav e che riparte dalla divisione più bassa: la Međužupanijska liga HBŽ i ZHŽ (quarta divisione, nella zona di Livno non ci sono altre categorie sottostanti). La promozione è immediata e da allora milita in Druga liga.
Il colore sociale è il blu, con i bordi bianchi sulla maglia.
I tifosi sono chiamati Konjica (=cavalleria), gruppo nato nel 2012 ed attivo anche nel sociale.

## Cronistoria
| Stagione                           | Campionato                         | Campionato                         | Campionato                         | Campionato                          | Coppa               |
| Stagione                           | Categoria                          | Liv.                               | Posizione                          | Verdetti                            | Coppa               |
| ---------------------------------- | ---------------------------------- | ---------------------------------- | ---------------------------------- | ----------------------------------- | ------------------- |
| CAMPIONATI JUGOSLAVI               | CAMPIONATI JUGOSLAVI               | CAMPIONATI JUGOSLAVI               | CAMPIONATI JUGOSLAVI               | CAMPIONATI JUGOSLAVI                | Coppa di Jugoslavia |
| 1961–62                            | III zona Bosne i Hercegovine       | III                                | 5º su 12                           |                                     | n.q.                |
| 1962–63                            | Hercegovačka zona                  | III                                | 1º su 12                           |                                     | n.q.                |
| 1963–64                            | Hercegovačka zona                  | III                                | 9º su 12                           |                                     | n.q.                |
| 1964–65                            | Hercegovačka zona                  | III                                | 3º su 12                           |                                     | n.q.                |
| 1965–66                            | Hercegovačka zona                  | III                                | 6º su 11                           |                                     | n.q.                |
| 1966–67                            | Dalmatinska zona                   | III                                | 10º su 16                          |                                     | n.q.                |
| 1967–68                            | Dalmatinska zona                   | III                                | 14º su 14                          |                                     | n.q.                |
| 1968–69                            | Dalmatinska zona                   | III                                | 4º su 16                           |                                     | n.q.                |
| 1969–70                            | Dalmatinska zona                   | III                                | 7º su 16                           |                                     | n.q.                |
| 1970–71                            | Hercegovačka zona                  | III                                | 3º su 15                           |                                     | n.q.                |
| 1971–72                            | Hercegovačka zona                  | III                                | 1º su 11                           | Promosso in 2.liga                  | n.q.                |
| 1972–73                            | Druga liga - Sud                   | II                                 | 16º su 18                          | Retrocesso                          | n.q.                |
| 1973–74                            | Republička liga BiH                | III                                | 19º su 20                          | Retrocesso                          | n.q.                |
| 1974–75                            | Mostarska zona                     | IV                                 | ???                                |                                     | n.q.                |
| 1975–76                            | Mostarska zona                     | IV                                 | 1º su 12                           | Promosso                            | n.q.                |
| 1976–77                            | Republička liga BiH                | III                                | 18º su 18                          | Retrocesso                          | n.q.                |
| 1977–1992                          | Milita nei campionati minori       | Milita nei campionati minori       | Milita nei campionati minori       | Milita nei campionati minori        | n.q.                |
| CAMPIONATI DELLA ERZEG-BOSNIA      | CAMPIONATI DELLA ERZEG-BOSNIA      | CAMPIONATI DELLA ERZEG-BOSNIA      | CAMPIONATI DELLA ERZEG-BOSNIA      | CAMPIONATI DELLA ERZEG-BOSNIA       | Kup Herceg-Bosne    |
| 1993–94                            | Prva liga HB - Nord                | I                                  | 4º su 9                            |                                     | ???                 |
| 1994–95                            | Prva liga HB - Sud                 | I                                  | 6º su 11                           |                                     | ???                 |
| 1995–96                            | Prva liga HB - Ovest               | I                                  | 7º su 8                            | Ammesso alla 1.liga a girone unico  | ???                 |
| 1996–97                            | Prva liga HB                       | I                                  | 2º su 16                           |                                     | Vincitore           |
| 1997–98                            | Prva liga HB                       | I                                  | 5º su 16                           |                                     | ???                 |
| 1998–99                            | Prva liga HB                       | I                                  | 6º su 14                           |                                     | ???                 |
| 1999–00                            | Prva liga HB                       | I                                  | 9º su 14                           | Ammesso alla Premijer liga          | ???                 |
| CAMPIONATI DELLA BOSNIA ERZEGOVINA | CAMPIONATI DELLA BOSNIA ERZEGOVINA | CAMPIONATI DELLA BOSNIA ERZEGOVINA | CAMPIONATI DELLA BOSNIA ERZEGOVINA | CAMPIONATI DELLA BOSNIA ERZEGOVINA  | Coppa di Bosnia     |
| 2000–01                            | Premijer liga                      | I                                  | 10º su 22                          |                                     | Sedicesimi          |
| 2001–02                            | Premijer liga                      | I                                  | 14º su 16                          | Retrocede in 1.liga                 | Ottavi              |
| 2002–03                            | Prva liga FBiH                     | II                                 | 15º su 20                          | Retrocede in 2.liga                 | Sedicesimi          |
| 2003–04                            | Druga liga FBiH - Centro II        | III                                | 3º su 13                           |                                     | n.q.                |
| 2004–05                            | Druga liga FBiH - Sud              | III                                | 1º su 17                           | Promosso in 1.liga                  | Sedicesimi          |
| 2005–06                            | Prva liga FBiH                     | II                                 | 6º su 16                           |                                     | n.q.                |
| 2006–07                            | Prva liga FBiH                     | II                                 | 5º su 16                           |                                     | n.q.                |
| 2007–08                            | Prva liga FBiH                     | II                                 | 8º su 16                           |                                     | Sedicesimi          |
| 2008–09                            | Prva liga FBiH                     | II                                 | 12º su 16                          | Retrocede in 2.liga                 | n.q.                |
| 2009–10                            | Druga liga FBiH - Sud              | III                                | 3º su 16                           |                                     | n.q.                |
| 2010–11                            | Druga liga FBiH - Sud              | III                                | 5º su 15                           |                                     | n.q.                |
| 2011–12                            | Druga liga FBiH - Sud              | III                                | 1º su 16                           | Promosso in 1.liga                  | n.q.                |
| 2012–13                            | Prva liga FBiH                     | II                                 | 12º su 16                          |                                     | n.q.                |
| 2013–14                            | Prva liga FBiH                     | II                                 | 16º su 16                          | Fallisce. Rinasce come Troglav 1918 | n.q.                |
| 2014–15                            | MŽNL HBŽ i ZHŽ                     | IV                                 | 1º su 4                            | Promosso in 2.liga                  | n.q.                |
| 2015–16                            | Druga liga FBiH - Sud              | III                                | 11º su 16                          |                                     | n.q.                |
| 2016–17                            | Druga liga FBiH - Sud              | III                                | 9º su 15                           |                                     | n.q.                |
| 2017–18                            | Druga liga FBiH - Sud              | III                                | 9º su 15                           |                                     | n.q.                |

## Palmarès

### Competizioni nazionali
- Kup Herceg-Bosne: 1

1996-1997
- Druga Liga Federacije Bosne i Hercegovine: 1

2011-2012

## Strutture

### Stadio
Il Troglav disputa le partite interne allo Zgona, impianto costruito durante gli anni '60. Originariamente aveva una capienza di 1000 posti, ma dopo la ristrutturazione del 2016 (dopo anni di incuria), è salita a 2000 posti.